# Жилой Рудник
Жилой Рудник — посёлок в Большекукморском сельском поселении Кукморского района Республики Татарстан.

## География
Посёлок фактически лился с Большим Кукмором, отделяясь от него лишь речкой Нурминкой, как и сам Большой Кукмор слился с городом Кукмором, и все они, вместе с ещё несколькими деревнями превратились в единую агропромышленную агломерацию, расположенную на границе республики с Кировской областью. Расстояние от Жилого Рудника до города Кукмора — 4 км, до города Вятские Поляны (Кировская область) — 15 км, до Казани — 120 км.

## История
В архивных документах деревня Жилой Рудник впервые упоминается в ревизской сказке 4-й ревизии 1782 года.
Старейшим поселением этих мест является деревня Ошторма-Кукмора, которая располагалась на месте современной деревни Манзарас, ставшей пригородом города Кукмора. Название «Кукмора» происходит от черемисских (марийских) слов «кугу» (большой) и «мари» (самоназвание народности), из чего можно понять, что поначалу эту местность населяли марийцы, которые жили тут со времён Казанского ханства. В 1680 году в деревне Ошторме-Кукмора переписано 17 черемисских дворов. По-видимому, жителями этой деревни со временем были образованы выселки Малый Кукмор (Таишево) и Большой Кукмор. Тогда же, в XVII веке к западу от деревни Большой Кукмор, то есть в районе нынешнего поселка Жилой Рудник, были найдены залежи медных руд. Однако у государства российского всё как-то руки не доходили до освоения этого месторождения, и лишь в 1725 году за дело взялся казанский купец, винокуренный и винный откупщик, Семён Еремеевич Иноземцев. Он построил Анцубский медеплавильный завод тут же, вблизи залежей, в районе современной деревни Янцобино. Заводом владел его брат, Пётр Еремеевич. Однако дело сразу не заладилось из-за нехватки воды и бедности самого месторождения. Вскоре рудник был заброшен, а оборудование перевезёно в более удобное место — в район деревни Таишево, где в 1743 году был основан Таишевский медеплавильный завод, которым первое время владел сын Семёна Еремеевича — Асаф Семёнович. Предприятие было не из передовых, но проработало до 1852 г. Весьма вероятно, что именно от заброшенного рудника закрытого Анцубского завода и получила своё необычное, «промышленное» название деревня Жилой Рудник.
Население
Из самого раннего архивного документа — ревизской сказки 1795 года известно лишь, что первыми жителями деревни были шестеро братьев Родигиных: Филипп-старший, Филипп-младший, Исак, Степан, Фёдор и Семён Васильевичи, старшему из которых в 1782 г. было уже 60 лет, а младшему — 34 года. Деревня, которую они основали, была ясашной, то есть управлялась сотником-мурзой (в 1782 году это был Аднагул Дулатов), который собирал с крестьян в пользу государства ясак — налог за пользование землёй. Это свидетельствует о том, что жители Жилого Рудника были не заводскими, а ясашными крестьянами и не подчинялись владельцам Таишевского завода. В 1783 году в Жилом Руднике появилась ещё одна семья — крестьянина Савелия Ивановича, из села Дерюшево того же Малмыжского уезда (его потомки известны под фамилией Хворовы), а в 1792 г. сюда пришли из Нолинского уезда братья Филипп, Яков и Фёдор Гордеевичи Трухины с семьями. На протяжении следующего столетия эти три фамилии: Родигины Трухины и Хворовы составляли всё основное население Жилого Рудника, хотя численность его непрерывно росла:
— в 1782 году — 6 дворов, 52 жителя.
— в 1795 году — 6 дворов 79 жителей.
— в 1811 году — 23 двора, 70 жителей мужского пола (из них: Родыгины — 19 дворов, Трухины — 2 двора, Хворовы — 2 двора).
— в 1816 году — 24 двора, 142 жителя.
— в 1834 году — 25 дворов, 214 жителей.
— в 1850 году — 25 дворов, 281 житель.
— в 1858 году — 27 дворов, 323 жителя (из них: Родыгины — 21 двор, Трухины — 2 двора, Хворовы — 2 двора, не указаны фамилии — 2 двора).
— в 1891 году — 44 двора, 361 житель.
— в 1917 году — 65 дворов, 319 жителей (из них Родыгины — 57 дворов).
— в 1926 году — 50 дворов, 328 жителей.
— в 1941 году — 55 дворов (Родыгины — 40, Трухины — 7, другие фамилии — 8 дворов).
— в 1951 году — 49 дворов, (из них: Родыгины — 37, Трухины — 6 дворов).
— в 1957 году — 45 дворов, 132 жителя (Родыгины — 25, Трухины — 3, другие, в основном татарские фамилии — 17 дворов).
— в 1979 году — 119 жителей.
— в 2010 году — 252 жителя.
Ремесла, промышленность, известные жители
Жители Жилого Рудника занимались в основном земледелием, но всегда ещё и разными ремеслами: портняжным, скорняжным, научились катать кукморские валенки. Поэтому не бедствовали, а со временем в их среде появилась династия купцов-фабрикантов, ставшая знаменитой. К 1831 году Игнатий Андреевич Родигин, внук старшего из братьев-первопоселенцев, Филиппа-старшего, скопил достаточный капитал, чтобы перейти в купеческое сословие. Его сын, Егор Игнатьевич, переехал в город Малмыж, где построил себе богатый дом в центре города, ещё более известен его внук, Николай Егорович — член Малмыжской уездной управы, почётный гражданин, даже избранный исполняющим обязанности уездного предводителя дворянства, хотя дворянином не был. Другой его внук, Александр Егорович, занимался хлеботорговлей в городе Елабуге. Старший брат Игнатия Андреевича, Кузьма Андреевич Родигин, переходить в купеческое сословие и переезжать в город не стал, но известен тем, что в 1828 году откупил от рекрутского набора своего сына Егора, на которого выпал жребий. Вместо него служить пошёл другой человек. А Егор Кузьмич в 1850 году основал в Жилом Руднике первое промышленное предприятие — канатно-прядильную фабрику, выпускавшую до 1000 пудов канатов в год. Позднее фабрикой продолжил руководить его средний сын Осип.
Дети младшего сына Егора Кузьмича, Дмитрия, стали крупнейшими рудникскими фабрикантами, прославившими фамилию Родигиных. В 1870 году Михаил, Иван и Николай Дмитриевичи Родигины построили в Жилом Руднике фабрику валяной обуви, а в 1878 году создали торгово-промышленное товарищество «Братья Родигины» — целую сеть по сбору сырья, производству и реализации своего фирменного товара — расписных кукморских валенок. Лишь базовые производственные процессы выполнялись собственно на фабрике квалифицированными рабочими, а множество операций по обработке шерсти, выделке войлока и отделке готовых изделий кожей и вышивкой было распределено по окрестным деревням. Татарские мастерицы вручную, сидя у себя дома, вышивали национальные узоры на фабричных заготовках (в штате Товарищества были даже переводчики с татарского). А затем широкая сеть сбытчиков развозила валенки по всей России. В 1897 году «Братья Родигины» запустили ещё более мощный завод в Кукморе, в результате чего годовое производство Товарищества возросло до 600 тысяч рублей, на его предприятиях работало до 1700 рабочих. Хозяин нового завода, Михаил Дмитриевич Родигин построил для себя и под заводоуправление роскошный дом в центре Кукмора, который стал главной архитектурной достопримечательностью города (сейчас в здании находится краеведческий музей). После смерти Михаила Дмитриевича Родигина, с 1914 года заводом руководил его племянник, Александр Иванович Родигин. В 1919 году завод был национализирован, но по решению рабочих Александр Иванович Родигин продолжил работу в должности заведующего производством. Предприятие работает по сей день.
Потомки пятого брата-первооснователя деревни, Фёдора Васильевича Родигина — братья Александр и Павел Александровичи Родигины владели в Кукморе красильным производством. На базе этого производства в советское время создана швейная фабрика «Хыял». Старое здание этой фабрики ошибочно считается принадлежавшим Товариществу «Братья Родигины», но на самом деле до революции им владели братья Александр и Павел Александровичи Родигины, которые к Товариществу «Братья Родигины» отношения не имели. В 1910 году Павел Александрович Родигин выкупил у разорившегося фабриканта В. М. Вавилова его фабрику валяной обуви в Кукморе и стал таким образом вторым крупным местным производителем валенок.
В середине XIX века, когда население Жилого Рудника перевалило за три сотни душ, начала ощущаться перенаселённость деревни, и крестьяне занялись освоением окрестных земель. В 1860-е годы несколько семей из Жилого Рудника основали в лесах на левом берегу Вятки новую деревню, которую так и назвали: Новый Рудник (Петропавловск). Руды там не было, а жители занимались поначалу лесозаготовками. Отдельные семьи переселялись из Жилого Рудника в другие деревни по всему Малмыжскому уезду, в деревню Кунчки соседнего Мамадышского уезда и в Кукмор. Многие уезжали в Пермь, Ижевск и Казань.
Несколько позднее рудникские колонизировали даже Новый Свет. В деревне была подпольная община сектантов-пятидесятников. Она преследовалась властями, но просуществовала до «хрущёвской оттепели» и таки добилась разрешения на эмиграцию в Америку. Там, в глухом углу штата Вашингтон эмигранты под руководством Евгения Александровича Родыгина основали церковь «Ассамблея Божья».
Революция и гражданская война разрушили патриархальную идиллию богатой русской деревни, с прудиками и садиками. Леонид Иванович Родигин, Алексей Александрович Родигин и Андрей Александрович Родыгин не вернулись с фронтов Первой Мировой, братья Александр и Илья Александровичи Родигины в составе боевой дружины пытались обороняться против наступающей Красной Армии и в октябре 1918 г. были расстреляны. В отличие от окрестных деревень, Жилой Рудник не затронула кампания по насильственной коллективизации и связанному с этим раскулачиванием. Колхоз «Победа Труда» был организован здесь лишь в 1935 г.
Огромные потери понёс Жилой Рудник на фронтах Великой Отечественной войны — на деревенском обелиске значатся имена 25 жителей, не вернувшихся домой с фронтов Великой Отечественной войны (указаны годы рождения):
Трухин И. В. 1909. Трухин М. В.1900. Трухин Н. В.1913. Трухин А. И. 1914.
Родыгин А. В. 1907. Родыгин А.С1915. Родыгин В. А. 1922. Родыгин В. В.1892. Родыгин Н. П. 1917. Родыгин Д. В.1898. Родыгин П. П. 1916 Родыгин М. В. 1919 Родыгин М. Ф. 1908 Родыгин М. Ф. 1911 Родыгин Н. В. 1923 Родыгин В. Н. 1905 Родыгин П. И. 1907 Родыгин П. И. 1903 Родыгин В. Ф. 1904 Родыгин В. Д. 1913 21. Васильев Ф. 1904 Родыгин В. А. 1917 Родыгин А. А. 1910 Родыгин П. С. 1911 Сергеев К. П. 1915
В 1951 году деревня Жилой Рудник была выведена из состава Среднетойминского сельсовета Вятскополянского района Кировской области и передана в состав Кукморского района Татарской АССР. Постепенно Жилой Рудник слился с разросшимся селом Большой Кукмор. В 1989 году в деревне жили лишь 102 жителя. Однако с началом бума индивидуального жилищного строительства единственная улица деревни и поля вокруг неё начали быстро зарастать новыми домами: в 2002 г. здесь зарегистрировано уже 225 жителей, в 2010 г. — 252 жителя, на 2016 год — 256 жителей, 89 хозяйств. Из 89 дворов русские семьи теперь живут лишь в 8.

## Уроженцы
Евгений Павлович Родыгин (1925—2020). Его отец, Павел Александрович, был бухгалтером, ушел из Жилого Рудника на Первую Мировую, потом воевал в рядах РККА, и на родину уже не вернулся, а поселился в городе Чусовой Пермской области, где и родился будущий композитор. Но о том, что его семья происходит из Жилого Рудника, Евгений Павлович знал, бывал там и в детстве, и в зрелом возрасте.